# 高井ギャラ
高井ギャラ（たかいギャラ）は大阪府東大阪市在住の女芸人。

## 概要
横山プリンの唯一の弟子であり、横山一門の紅一点 (横山ノックの孫弟子に当たる)。河内弁のトークで漫談や司会者として活躍。
当時関西で人気のあった横山プリンのラジオ番組でデビューし、その後テレビ番組でも師匠と共演する。
『パクパクコンテスト』ではちびっこ審査員を務める。『スターむりむりショー』（日本テレビ系列）では師匠の横山プリンと松原秀樹と「横山プリンとアラモード」を結成し、由美かおる・徳光和夫（当時日本テレビアナウンサー）と共に番組の司会を務める。
現在はshinプロジェクトを主宰。

## 出演番組
- プリンの人生相談・わしゃ知らん!（朝日放送ラジオ） - アシスタント